# Liste der Naturdenkmäler in Percha
Die Liste der Naturdenkmäler in Percha (italienisch Perca) enthält die vier als Naturdenkmal ausgewiesene Objekte auf dem Gebiet der Gemeinde Percha in Südtirol.
Basis ist das im Internet einsehbare offizielle Verzeichnis der Naturdenkmäler in Südtirol (Stand: 23. Januar 2015). Dabei kann es sich um botanische, geologische oder hydrologische Naturdenkmäler handeln. Die Reihenfolge in dieser Liste orientiert sich an der ID, alternativ ist sie auch nach dem Namen sortierbar.

## Liste
| Foto |                 | Name                                                                                     | Standort                                   | Beschreibung                            |
| ---- | --------------- | ---------------------------------------------------------------------------------------- | ------------------------------------------ | --------------------------------------- |
| BW   | Datei hochladen | ein Ahorn beim Gratter ID: 063_G01                                                       | 46° 48′ 38″ N, 11° 59′ 42″ O               | Botanisches Naturdenkmal: Ahorn         |
| BW   | Datei hochladen | ein Ahorn beim Neugasser ID: 063_G02                                                     | 46° 48′ 59″ N, 12° 0′ 12″ O                | Botanisches Naturdenkmal: Ahorn         |
| BW   | Datei hochladen | Wielenbach von Naturparkgrenze bis Wasserfassung des Edisonwasserkraftwerkes ID: 063_G03 | 46° 48′ 57″ N, 12° 0′ 14″ O Oberwielenbach | Hydrologisches Naturdenkmal: Bach       |
| ja   | Datei hochladen | Erdpyramiden bei Platten ID: 063_P01                                                     | 46° 48′ 15″ N, 12° 1′ 10″ O                | Geologisches Naturdenkmal: Erdpyramiden |

| Foto: | Fotografie des Naturdenkmals. Klicken des Fotos erzeugt eine vergrößerte Ansicht. Daneben finden sich zwei Symbole: |
| ID    | Identifikator bei der Abteilung Natur, Landschaft und Raumentwicklung der Südtiroler Landesverwaltung               |